# Villa Gower

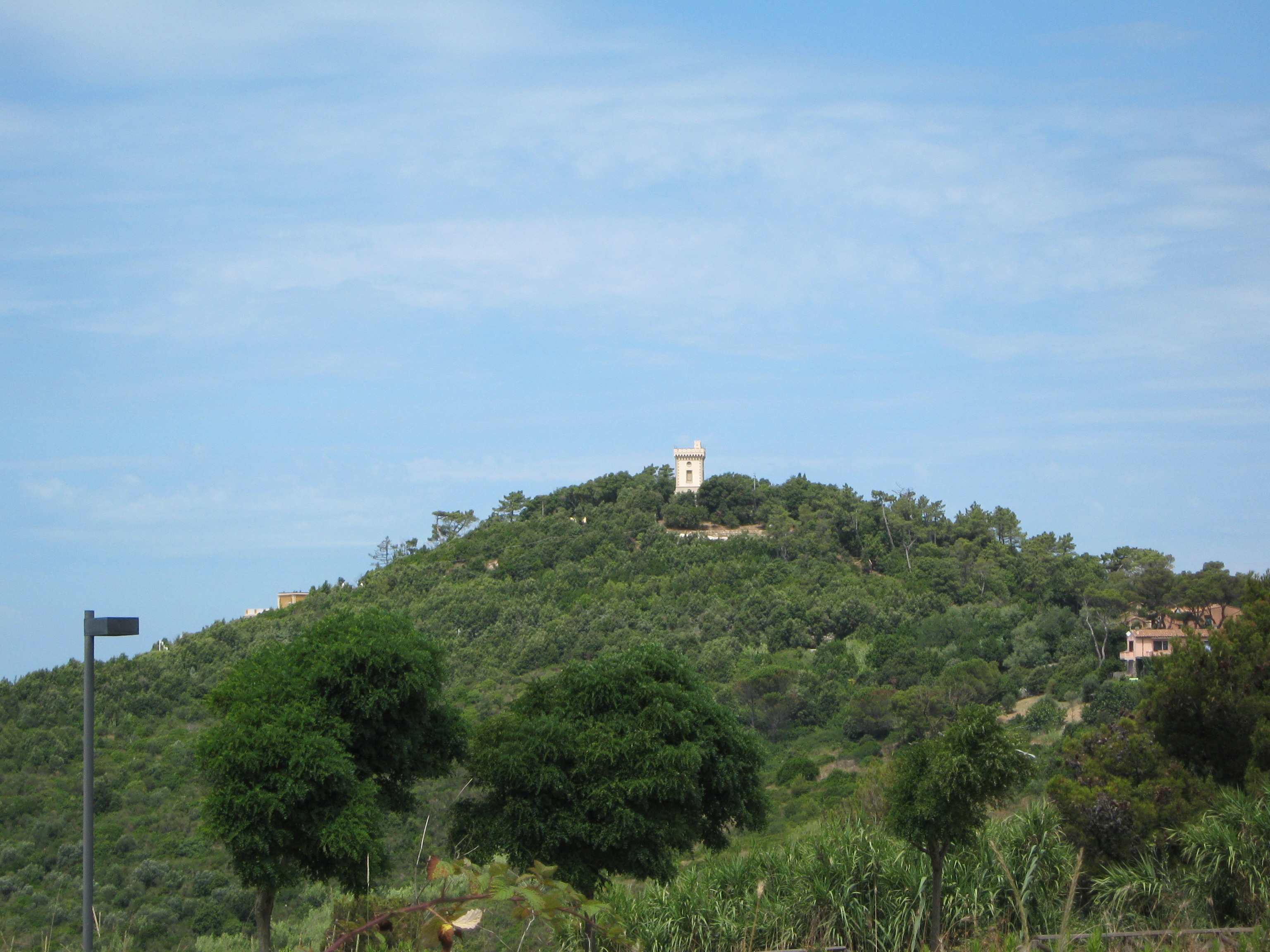
La torre neomedievale alla sommità del colle

Villa Gower, nota anche come Villa Pavolini o Castel d'Oreto, è una villa di Livorno sita nella frazione di Castellaccio, alla sommità del colle di Monte Nero.

## Storia
Nel luogo in cui oggi sorge la villa, in epoca medioevale insisteva una fortificazione denominata Castello dell Formiche, i cui resti, ancora esistenti nel XVI secolo, furono definitivamente perduti nell'Ottocento.
Nel Settecento la zona, che comprendeva anche una villa, era sotto il controllo della Mensa Arcivescovile di Pisa, a beneficio, dietro il pagamento di un canone annuo, di Gaetano Pavolini.
Successivamente, parte dei terreni passarono ai Gower, che nel 1842 poterono sfruttare commercialmente l'acqua sorgiva presente nella proprietà; infatti, le analisi chimiche condotte da Antonio Targioni Tozzetti (che nei medesimi anni si era interessato anche alle acque della Puzzolente) avevano dimostrato la presenza di particolari proprietà curative delle acque del Castellaccio.
Nel 1891 la villa e il parco divennero proprietà di Samuele Gower; in seguito passarono ad altri membri della famiglia fino a quando, nel 1900, l'intero complesso fu acquistato da Rosolino Orlando, che procedette al sostanziale rifacimento della villa.
Successivamente, intorno agli anni trenta del XX secolo, l'edificio divenne sede di una clinica per la cura delle malattie nervose.
Col nuovo secolo la villa è stata completamente restaurata e suddivisa in alcuni lussuosi appartamenti.

## Descrizione
Il complesso di Castel d'Oreto, che si estende su un vasto appezzamento di terreno tenuto a verde, è costituito sostanzialmente dalla villa vera e propria, da una chiesetta provvista di canonica, da una torre merlata e da altri edifici minori.
La villa è composta dall'unione di due corpi di fabbrica di diverse dimensioni. Le superfici esterne presentano ampie aperture vetrate, chiuse all'interno di cornici modanate; quello che un tempo era l'ingresso principale è sottolineato dalla presenza di un balcone al primo piano e da una finestra con timpano arcuato.
La torre e la cappella risalgono ai primi anni del Novecento. La prima, in stile neomediovale, è coronata da una merlatura alla sommità, mentre la piccola chiesa, intitolata a Santa Teresa d'Ávila, è preceduta da una sorta di protiro con arcate a tutto sesto.